# Puna (Argentinien)

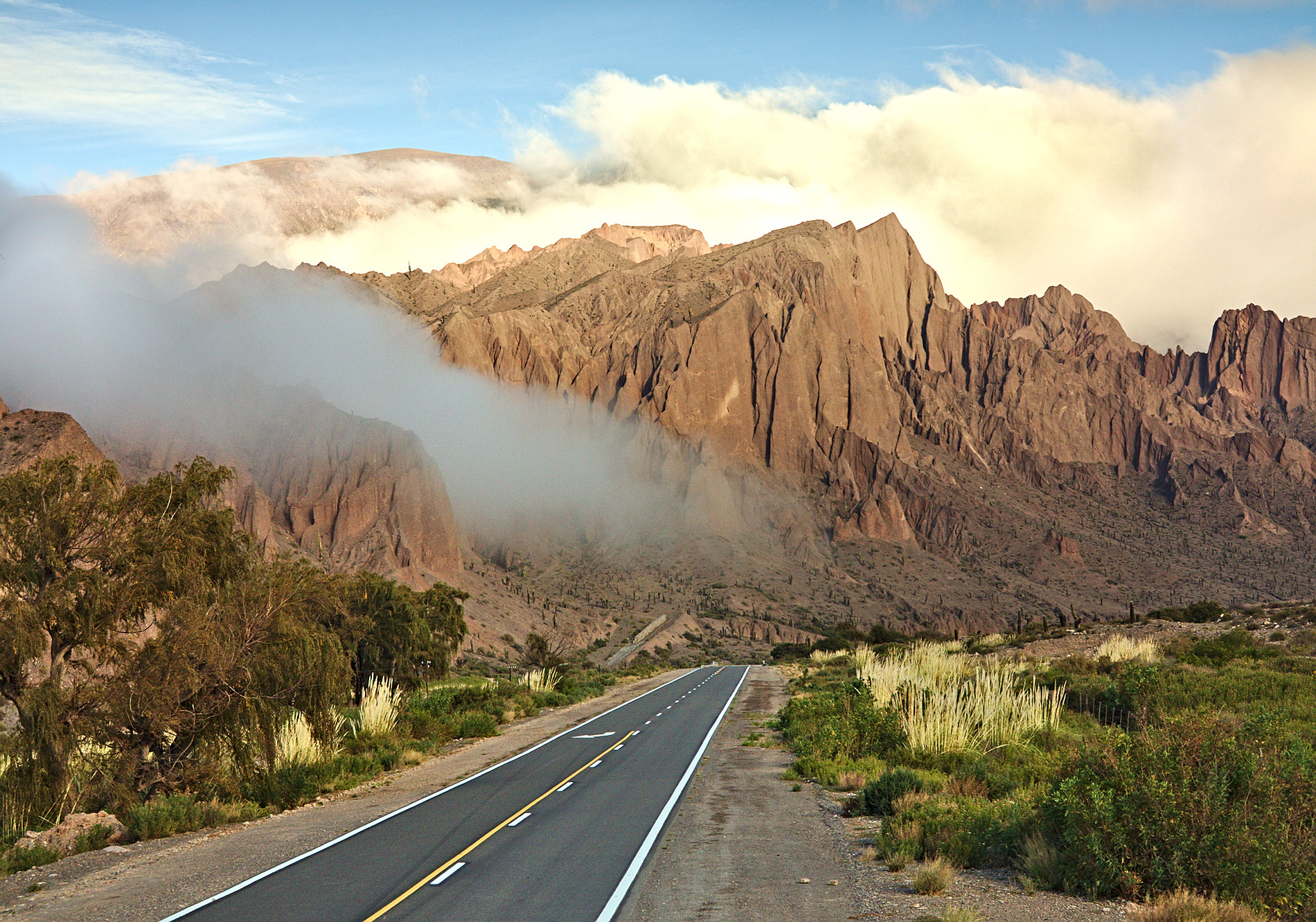
Straße in die Provinz Jujuy

Als Puna wird in Argentinien eine Hochwüste im nordwestlichen Landesteil bezeichnet. Sie bildet eine geografische Einheit mit dem bolivianischen Altiplano und der chilenischen Atacama-Wüste. Der größte Teil der Puna ist von weiten Ebenen auf 3500 bis 4200 m Höhe geprägt, die von den Gebirgsketten der Anden (Fortsetzung der bolivianischen Ostkordillere) sowie von in Nord-Süd-Richtung verlaufenden Tälern durchzogen werden. Die wichtigsten Einschnitte sind die Quebrada de Humahuaca in der Provinz Jujuy, sowie die Valles Calchaquíes und die Quebrada del Toro in der Provinz Salta.
Das Wort Puna kommt aus dem Quechua, bedeutet hohes Land und bezeichnet allgemein eine andine Höhenstufe.

## Administrative Gliederung
Bis Mitte des 20. Jahrhunderts war die Puna ein eigenständiges Nationalterritorium, das sogenannte Territorio Nacional de los Andes, dessen Hauptstadt San Antonio de los Cobres (heute Provinz Salta) war. Das Territorium wurde jedoch 1943 in die Provinzen Salta, Jujuy und Catamarca eingegliedert. Streng genommen gehören einige kleinere Hochebenen in den westlichen Teilen der Provinzen La Rioja und San Juan ebenfalls zur Puna, diese Gegenden sind jedoch vollkommen unbewohnt.

## Klima
Das Klima der Puna ist trocken. Im Osten und Norden gibt es eine kurze Regenzeit im Sommer, die jedoch nach Südwesten hin immer spärlicher ausfällt. Dort liegen die Niederschläge bei etwa 50 mm im Jahr, während im Osten und Norden bis zu 350 mm möglich sind. Die Niederschläge fallen als heftige Gewitterschauer (so genannte volcanes). Dauerregen ist sehr selten, weshalb die Region zu den sonnigsten Gebieten der Erde zählt.

## Bevölkerung
Die Region ist insgesamt sehr dünn bevölkert. Die wichtigsten Städte sind La Quiaca (15.000 Einwohner), Humahuaca (12.000 Einwohner), Abra Pampa (8000 Einwohner) sowie die Retortenstadt El Aguilar bei dem letzten verbliebenen wichtigen Bergwerk der Region mit 7000 Einwohnern.
Viele Einwohner sind Mestizen oder Nachkommen verschiedener Indianerstämme (Kollas, Omaguacas). Im Gegensatz zum bolivianischen Altiplano hat sich jedoch als Sprache Spanisch weitgehend durchgesetzt. Nur in wenigen Fällen wird noch Quechua oder Aymara gesprochen.

## Wirtschaft
Der wichtigste Wirtschaftszweig war lange Zeit der Bergbau. Die Erschöpfung der Metallvorkommen hat zu einer tiefen Krise in der Region geführt, die sich in Arbeitslosenquoten von teils über 50 %, Landflucht und weit verbreiteter Armut bemerkbar macht. So sank etwa die Einwohnerzahl der Stadt Cochinoca von 3500 (1950) auf 40 (2000). Heute kristallisiert sich als Alternative allmählich der Tourismus heraus, vor allem in einigen spektakulären Tälern. Weite Teile der Ebenen werden davon kaum berührt und machen insgesamt einen sehr rückständigen Eindruck. In vielen Orten fehlt ein modernes Telefonnetz. Mancherorts gibt es kein fließendes Wasser.